# FC Veris Chișinău
Maillots
Dernière mise à jour : 15 juillet 2014.
Le FC Veris Chişinău est un club moldave de football fondé en 2011 et basé à Chişinău. Il évolue en Divizia Națională depuis 2013.

## Historique
Le FC Veris Chişinău est fondé le 26 mai 2011. Lors de la saison 2011-2012, le club évolue en Divizia B, la troisième division moldave. L'équipe remporte le titre dans la zone nord après s'être imposée lors de tous ses matchs . 
Le FC Veris est ainsi promu en Divizia A et est à nouveau sacré champion dès sa première saison. Au cours de cette saison 2012-2013, le club réussit également à se hisser jusqu'à la finale de la Coupe de Moldavie où elle s'incline aux tirs au but contre le FC Tiraspol (2-2 a.p. 4-2 t.a.b.). Lors des tours précédents, le FC Veris élimine des clubs de Divizia Națională tels que le FC Olimpia Bălți, le FC Dacia Chișinău et le FC Milsami. Grâce à son titre en Divizia A, le club chișinéen obtient sa montée en Divizia Națională et y évolue à partir de la saison 2013-2014. À l'issue de cette première saison parmi l'élite du football moldave, le FC Veris se classe troisième et se qualifie pour le premier tour de qualification de la Ligue Europa 2014-2015 où il est opposé aux Bulgares du PFC Litex Lovetch. Le match aller se déroule à Orhei et se clôt sur le score nul de 0-0. Le club moldave s'incline trois buts à zéro lors du match retour en Bulgarie et est éliminé de la compétition.

## Joueurs notables
- Viorel Frunză
- Alexandru Antoniuc
- Petru Racu